# Nerio
Nerio (także Neriene lub Nerienis) – w mitologii rzymskiej jedno z bóstw z grupy indigetes, pomniejszych lokalnych bóstw o wyraźnie sprecyzowanych kompetencjach; Nerio może być bóstwem sabińskiego pochodzenia. Nerio była boginią kojarzoną ze sferą wojny, uważaną za personifikację odwagi w boju. Przedstawiano ją jako towarzyszkę lub małżonkę Marsa, czasami utożsamiając z Belloną lub rzadziej Minerwą.